# 343 г. пр.н.е.
343 (триста четиридесет и трета) година преди новата ера (пр.н.е.) е година от доюлианския (Помпилийски) римски календар. По това време е известна като годината на консулството на Корвус и Арвина (или по-рядко 411 година Ab urbe condita). Наименованието 343 пр. н. е. за тази година се използва от ранния средновековен период, когато летоброенето след Христа става преобладаващият метод в Европа за именуване на години.

## Събития

### В Персийската империя
- Кралят на Ахеменидска Персия, Артаксеркс III, лично ръководи персийските сили, нахлуващи в Египет. Персите искат да получат достъп до доставките на злато и царевица на Египет. Град Пелузий в делтата на Нил оказва съпротива, но фараон Нектанеб II е принуден да се оттегли в Мемфис.[1] Тъй като ситуацията се влошава, Нектанеб II заминава в изгнание в Нубия. Неговото заминаване бележи края на Тридесетата династия, последната местна династия, управлявала Древен Египет.
- С бягството на Нектанеб II цялата организирана съпротива срещу персите се срива и Египет отново става сатрапия на Персийската империя. В Египет е поставен персийски сатрап. Стените на градовете в страната са разрушени, а храмовете ѝ ограбени. Артаксеркс и неговият главнокомандващ генерал Багой напускат Египет, натоварени със съкровища.

### В Древна Гърция
- Атинският държавник Демостен обвинява Есхин в държавна измяна. Въпреки това, Есхин изкарва на показ неуместното минало на един от съратниците на Демостен, Тимарх, и е оправдан с малко мнозинство.
- Филип II Македонски тръгва отново на война срещу Керсеблепт, крал на Тракия, побеждава го в няколко битки и го принуждава да му плаща данък.[2]
- Фалайкос неуспешно обсажда Кидония на остров Крит.[3]

### В Сицилия
- След като се предава на коринтския генерал Тимолеон, който поема управлението на Сиракуза, на бившия тиранин Дионисий II е позволено да се оттегли в Коринт, за да живее в изгнание, въпреки че умира в рамките на една година. Конституцията на Сиракуза е заменена от Тимолеон с нова конституция, предназначена да предотвратява тиранията. Тимолеон кани нови заселници от Гърция да дойдат в Сицилия.[4]

### В Римската република
- Най-могъщата група от местните племена в планинската част на Италия, конфедеративните самнити, се насочват към Кампания. Гражданите на Капуа се обръщат към Рим за помощ за уреждане на вътрешните си раздори и за спасяване на града от унищожение от самнитите. Римляните се отзовават, което слага началото на Първата самнитска война.

### В Южна Италия
- Местните италиански племена, лукани и брути, натискат гръцките колонии на Магна Греция, включително Тарент. В отговор на призивите за помощ от тези бивши гръцки колонии, крал Архидам III от Спарта отплава с група наемници за Италия.[5]

## Родени
- Филетер, основател на династията на Аталидите в Пергамското царство в Анатолия (приблизителна дата) († 263 г. пр.н.е.)

## Починали
- Дионисий II, тиран на Сиракуза (* 397 пр.н.е. )